# Carolina Parra

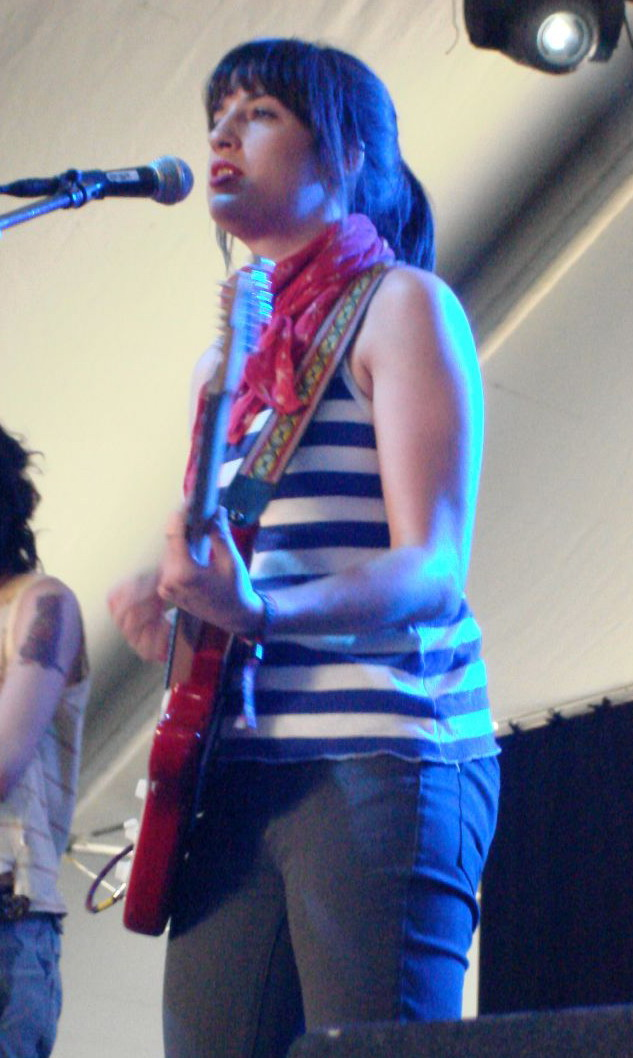
Carolina Parra

Carolina Parra (São Paulo, 16 november 1978) is de gitarist en drummer van de Braziliaanse electro-band Cansei de Ser Sexy. 
Parra is sinds 2004 bij de band. Haar eerste optreden was het TIM Festival in Italië. Daarvoor speelde ze onder andere in Ultrasom, Caxabaxa en Verafisher. Bij de eerste twee bands speelde ze samen met Adriano Cintra.